# X-Out
X-Out, a volte pronunciato come Crossout, è un videogioco di tipo sparatutto a scorrimento laterale per gli home computer Amiga, Atari ST, Amstrad CPC, Commodore 64 e ZX Spectrum, pubblicato nel 1990 da Rainbow Arts. All'epoca riscosse un buon successo di critica.

## Modalità di gioco
Il videogioco è totalmente ambientato sott'acqua e si dispone di una sola vita, infatti quando si esaurisce l'energia della navicella si avrà il game over. L'astronave è potenziabile tramite un negozio, aggiungendo armi supplementari, power-up e navicelle più potenti. Il videogioco comprende sei livelli.
Le musiche e il sonoro su Amiga furono curate da Chris Huelsbeck. Molti effetti sonori e fondali sono presenti anche in Turrican; la musica del livello 5 è identica a quella di Turrican, Livello 3-1.